# María Sotolano
María Ángel Sotolano (Quilmes, Argentina; 15 de abril de 1982) es una política argentina del partido Propuesta Republicana. Es Diputada de la Nación Argentina por la Provincia de Buenos Aires desde 2021.

## Biografía
Nacida en Quilmes Oeste, Sotolano es militante del PRO. En 2018, fue secretaria de Desarrollo Social, y secretaria de Gobierno hasta diciembre de 2019, ambos cargos en Quilmes.
En las elecciones del 2021 se presentó en la lista de Juntos por el Cambio, encabezada por Diego Santilli, en el octavo lugar, donde quedó electa al cargo de Diputada Nacional.

## Historial electoral
| Año  | Candidatura                            | Partido/Coalición            | Elección     | votos     | Porcentaje       | Resultado                |
| ---- | -------------------------------------- | ---------------------------- | ------------ | --------- | ---------------- | ------------------------ |
| 2021 | Diputado de la Nación por Buenos Aires | Propuesta Republicana/Juntos | Legislativas | 3.550.321 | \| \| 39,77 % \| | Electa (8vo lugar lista) |
|      | 39,77 %                                |                              |              |           |                  |                          |